# Scanner Cop
Scanner Cop è un film canadese del 1994 diretto da Pierre David.
È il quarto film della serie Scanners ed il primo film della serie Scanner Cop. Il regista Pierre David ne è anche sceneggiatore e produttore.

## Trama
Sam Staziak, un poliziotto novellino del Dipartimento di Polizia di Los Angeles, è anche uno 'Scanner' (una persona nata con dei particolari poteri telepatici, in grado di leggere nel pensiero, controllare la mente o anche uccidere un uomo distruggendo il suo sistema nervoso).
Quando una serie di omicidi inizia a decimare il dipartimento di polizia, Sam affronta un sovraccarico sensoriale e lo squilibrio mentale dovuti all'uso del suo potere, pur di braccare l'assassino.